# Tipula invenusta
Tipula invenusta är en tvåvingeart som beskrevs av Riedel 1919. Tipula invenusta ingår i släktet Tipula och familjen storharkrankar. Arten är reproducerande i Sverige.

## Underarter
Arten delas in i följande underarter:
- T. i. invenusta
- T. i. microinvenusta
- T. i. subinvenusta